# إسلام أيمن
إسلام أيمن (19 يونيو 1995) ممثل مصري.

## أعماله

### في التلفزيون
- فرق توقيت

## روابط خارجية
- إسلام أيمن على موقع قاعدة بيانات الأفلام العربية